# Geltrude Righetti
Geltrude Righetti (Bolonya, 1793 - Bolonya, 1862) fou una contralt italiana estretament associada amb les òperes de Gioachino Rossini. De vegades es troba documentada com a Giorgi-Righetti o Righetti-Giorgi, per ser Giorgi és el nom del seu marit.
Nascuda a Bolonya, on també va estudiar i va debutar el 1814. L'any següent va crear l'important paper de Rosina a El barber de Sevilla i el 1817 va ser la primera heroïna de La Cenerentola, les dues a Roma. La seva carrera va ser curta i es va retirar dels escenaris el 1822. Va morir a Bolonya el 1862.
El 1823 es va fer famosa la seva resposta a un article de Stendhal, titulat Cenni d'una donna già cantante sopra il Maestro Rossini..., que inclou una explicació de l'estrena d'El barber de Sevilla.